# Virtus Segafredo Arena
Virtus Segafredo Arena è una struttura coperta temporanea dedicata alla pallacanestro che si trova nel padiglione 37 della Fiera di Bologna.
L'arena, progettata per ospitare 9980 spettatori, è l'impianto di casa della Virtus Bologna, ed è destinata ad essere rimpiazzata da un palazzetto definitivo la cui ultimazione è prevista per il 2026.

## Storia

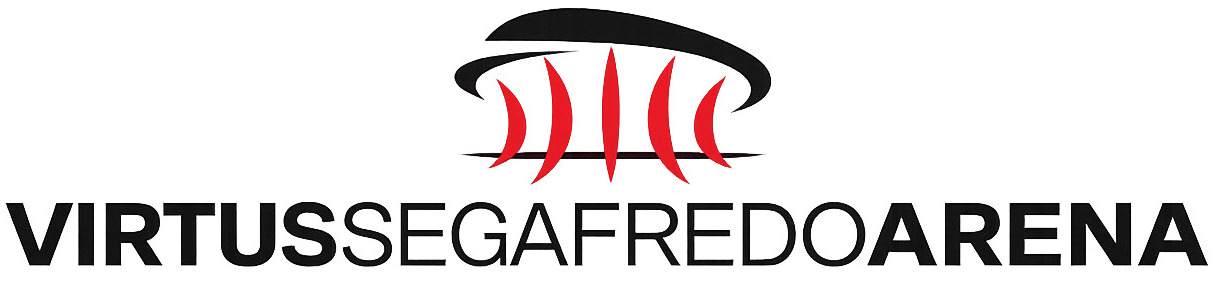
Logo dell'arena

Costruita nel 2019 e inaugurata l'8 novembre dello stesso anno ha ospitato 5 partite della stagione 2019-2020 e in più avrebbe accolto gli eventuali play-off, poi non disputatisi a causa dell'interruzione del campionato. La stagione successiva viene scelta come sede della final four di Supercoppa italiana 2020
(maschile) e della Coppa Italia 2021 (pallacanestro femminile). Inoltre vennero disputate anche le due decisive partite casalinghe delle finali playoff 2020-2021.
L'arena, inizialmente venne costruita nel padiglione 30, per poi essere smontata e rimontata nel più grande e alto padiglione 37, permettendo così anche un aumento della capienza. Da novembre 2021 le squadre virtussine giocano nel nuovo spazio.
Con lo stesso nome è in progetto anche un'arena definitiva, la cui costruzione era prevista per la stagione 2026-2027, i cantieri sarebbero dovuti iniziare dopo la fiera EIMA del novembre 2024. Inizialmente prevista per il padiglione 35, la nuova arena era stata spostata nell’area di Piazza della Costituzione (ex Palazzo degli Affari) e sarà di proprietà di BolognaFiere, con la Virtus che ne avrà l'affitto per 20 anni. Recentemente si è tornato all'idea originaria per la zona del padiglione 35 della Fiera e i tempi di realizzazione dell'opera con inizio a fine aprile 2025 sono stimati con conclusione a novembre 2026.